# Salicide-Prozess
Der englischsprachige Begriff salicide bezeichnet in der Halbleitertechnik ein Verfahren zur Herstellung von elektrischen Kontakten zwischen den aktiven Gebieten des Silizium-Substrats (Source und Drain des MOSFET) und den Leiterbahnebenen. Der Begriff selbst ist eine Mischform aus Initial- und Silbenbildung, das heißt ein Akronym, von self-aligned silicide (dt. selbstjustierendes Silicid), das heißt, ein Prozess bei dem ohne Hilfe einer gesonderten fotolithografischen Strukturierung („selbstjustierend“) ein örtlich begrenztes Silicid erzeugt wird.
Analog zum Salicide-Prozess bezeichnet der Polycide-Prozess, eine Silicid-Bildung in einer Polysiliciumschicht, beispielsweise zur Kontaktbildung der Gate-Elektrode. Die Begriffsnutzung ist jedoch nicht immer widerspruchsfrei, so wird auch die gleichzeitige Bildung von Siliciden an dem Source- und Drain-Gebiete sowie der Gate-Elektrode des MOSFETs als Salicide-Prozess bezeichnet.

## Kontaktbildung
Der Salicide-Prozess beginnt mit der Abscheidung eines sogenannten Spacers aus Siliziumdioxid oder -nitrid an der Seitenwand der Gate-Elektrode, das heißt zwischen Gate und den Source/Drain-Gebieten. Danach folgt eine Reinigung des Wafers, beispielsweise mit organischen Lösungen, in verdünnter Flusssäure und deionisiertem Wasser, sowie nachfolgendem Trocknen mit Stickstoff. Die Reinigung soll sicherstellen, dass die zuvor freigelegten Silizium-Bereiche (Si) frei von Verunreinigungen und Oxidresten sind, da solche Verunreinigungen größeren Einfluss auf die entstehende Silicid-Phase haben können.
Anschließend erfolgt die Abscheidung einer dünnen Metallschicht wie Nickel (Ni), Titan (Ti), Cobalt (Co) oder Platin (Pt) – meist durch Sputterdeposition. Nach der Abscheidung folgte ein erster Hochtemperaturschritt – ein sogenanntes Rapid Thermal Processing (dt.: schnelle thermische Bearbeitung) – bei ca. 450–700 °C (je nach Metall) in einer Stickstoffatmosphäre. Dabei diffundieren die Metallatome in das Silizium bzw. umgekehrt (je nach Metall), wobei es zur Silicid-Bildung kommt. Ein wichtiger Aspekt des Salicide-Prozesses ist, dass die Metallionen zwar in das Silizium aber nicht in Siliziumdioxid und -nitrid diffundieren.
Nach der Silicidbildung wird das nicht reagierte Metall in einem Ätzschritt entfernt. Zurück bleibt ein Silicid-Kontakt an den zuvor freigelegten Silizium-Bereichen. Da dieses Silicid in der Regel nicht die gewünschten elektrischen Eigenschaften aufweist, das heißt einen zu hohen elektrischen Widerstand besitzt, folgte nach dem Entfernen des nicht reagierten Metalls ein zweiter Hochtemperaturschritt bei etwas höheren Temperaturen. Dabei wird das bestehende Silicid in eine Silicid-Phase mit niedrigerem elektrischen Widerstand umgewandelt, beispielsweise Titandisilicid-Phase C49-TiSi2 in C54-TiSi2 oder Cobaltmonosilicid (CoSi) in Cobaltdisilicid (CoSi2).
Eine vollständig in die CMOS-Herstellung integrierbare Herstellungsprozess kann jedoch komplexer sein, mit zusätzlichen Temperaturschritten, Oberflächenbehandlungen oder Ätzprozessen.

## Prozessanforderungen
Wie bereits erwähnt, werden beim Salicide-Prozess typischerweise Übergangsmetalle wie Titan, Cobalt, Nickel, Platin und Wolfram als Metallkomponente des Silicid genutzt bzw. ihre Anwendung wird erforscht. Eine Herausforderung bei der Entwicklung eines Salicid-Prozesses ist die kontrollierte Bildung einer gewünschten Silicid-Phase mit niedrigem elektrischen Widerstand durch ein Metall-Silizium-Reaktion, die zum Teil sehr komplex sind.
Bei der Reaktion von Cobalt mit Silizium können beispielsweise Co2Si, CoSi, CoSi2 und andere Verbindungen entstehen. Allerdings besitzt nur CoSi2 einen ausreichend niedrigen Widerstand, um einen wirksamen elektrischen Kontakt zu bilden.
Bei anderen Verbindungen ist die gewünschte niederohmige Phase thermodynamisch nicht stabil, beispielsweise C49-TiSi2, die metastabil gegenüber der C54-TiSi2-Phase mit hohem elektrischen Widerstand ist. Dies muss unter anderem bei nachfolgenden Prozessen beachtet werden, damit nicht eine ungewollte Phasenumwandlung eintritt.
Weitere Herausforderungen für eine erfolgreiche Prozessintegration ist das laterale Wachstum, besonders unter das Gate, das zu einem Kurzschluss des Transistors führen kann.